# エアロビサイズ
エアロビサイズ（Aerobicise）は1980年代から始まったアメリカのエクササイズ番組である。

## 概説
写真家のロン・ハリスが女性の肉体美を強調させ、当時最新だったエアロビクス番組を立ち上げて出来た、おしゃれでファッショナブルな構成のエクササイズ番組であり、毎回セクシーな女性ダンサーがカラフルなハイレグのレオタードで踊ったものであり、日本では1982年頃から深夜か早朝を中心に放映された。最初の本放送の時はオロナミンC（大塚製薬）がスポンサーであり、タイアップCMも作られていたという。

## インストラクターダンサー
- ティナ・ロッカ
- タマラ・パーク
- レイラニー・ファレリー
- ロリアナ・カタラノ
- デボラ・コーディ